# Anadelphia trichaeta
Anadelphia trichaeta är en gräsart som först beskrevs av A. Reznik, och fick sitt nu gällande namn av Clayton. Anadelphia trichaeta ingår i släktet Anadelphia och familjen gräs. Inga underarter finns listade i Catalogue of Life.